# Mille Regretz
Mille Regretz est une chanson polyphonique profane de la Renaissance franco-flamande dont le texte a été mis en musique par plusieurs compositeurs, dont Nicolas Gombert, Tielman Susato et surtout Josquin des Prés. La version attribuée à Josquin des Prés étant la plus célèbre, autant aujourd'hui qu'au XVIe siècle. Mille Regretz fut également l'une des œuvres préférées de l'empereur Charles Quint.

## Histoire
Cette chanson polyphonique profane à quatre voix, publiée par Pierre Attaingnant à Paris en 1533, est attribuée à Josquin des Prés. Le texte écrit par J. Lemaire, est possiblement l’œuvre du poète Jean Lemaire de Belges. La paternité de la lamentation a été remise en cause par David Fallows.
La chanson Mille Regretz de Josquin des Prés a inspiré une messe à Cristobal de Morales, la Missa « Mille Regretz », écrite pour l’occasion de la visite de Charles Quint — dont la version de Josquin des Prés est la chanson préférée — à Rome en 1536.

## Analyse
La lamentation est écrite en mode de mi.

## Paroles
Le texte se compose d’un quatrain décasyllabique, des césures internes décomposant les vers en quatre et six syllabes.
Mille regretz de vous habandonner,

Et deslongiers vostre fache amoureuse,

Jay si grant doeul et paine doloreuse, 

Quon my verra brief mes jours definer
En français moderne :
Mille regrets de vous abandonner 

et de quitter votre visage amoureux.

J’ai si grand deuil et peine douloureuse 

qu’on me verra vite mes jours finir.
Les éditions Salabert donnent la transcription suivante (en mode fa# et non mi) :
Mille regretz de vous abandonner.

Et d'eslonger vostre face amoureuse,

J'ay si grand deuil et peine douloureuse,

Qu'on me verra brief mes jours définer.

## Postérité
Plusieurs compositions contemporaines sur ce même texte constituent des prolongements ou des hommages aux compositeurs de la Renaissance.
Le compositeur canadien François-Hugues Leclair créée Au regard de Mille regrets en 1995, sur la commande du conservatoire d'Aubervilliers-La Courneuve. Il en fait une révision, donnée à Montréal en 2005. L'œuvre s'adresse à une formation composée d'un chœur mixte et d'un ensemble instrumental comprenant une flûte, un cor anglais, un cor et un violoncelle.
Une composition de Robert Pascal, commande d’État pour quatuor à cordes, est donnée le 12 mars 1998 à Lyon par le Quatuor Debussy.
En 2020, dans le cadre des 500 ans de la disparition de Josquin des Prés, deux jeunes compositeurs mettent à nouveau ce texte en musique pour des formations chorales. Les œuvres sont présentées à l’occasion d’un concours À Cœur Joie. Le compositeur français Pierre-Édouard Pecourt remporte le 1er prix pour sa pièce Mille regretz à voix égales, le compositeur canadien Rémi Saint-Jacques, le 2e prix, pour sa pièce homonyme à double chœur mixte. Elles ont été toutes deux créées en novembre 2022, dans la région de Condé-sur-l'Escaut, ville où Josquin des Prés a terminé ses jours.